# Sonate K. 361
La sonate K. 361 (F.307/L.247) en si bémol majeur est une œuvre pour clavier du compositeur italien Domenico Scarlatti.

## Présentation
La sonate K. 361, en si bémol majeur, est notée Allegrissimo. Pièce lumieuse parmi celles du huitième volume de Venise, la sonate avance dans un tranquille balancement que vient soudain secouer de virtuoses gammes rapides, chutant dans le grave. Ici, Scarlatti est plus compositeur que claveciniste et « ces œuvres ont une plénitude sonore d'autant plus frappante qu'elle est obtenue avec une grande économie de moyens », par exemple dans la K. 368.

## Manuscrits
Le manuscrit principal est le numéro 4 du volume VIII (Ms. 9779) de Venise (1754), copié pour Maria Barbara ; les autres sont Parme IX 26 (Ms. A. G. 31414) et Münster II 10 (Sant Hs 3965).

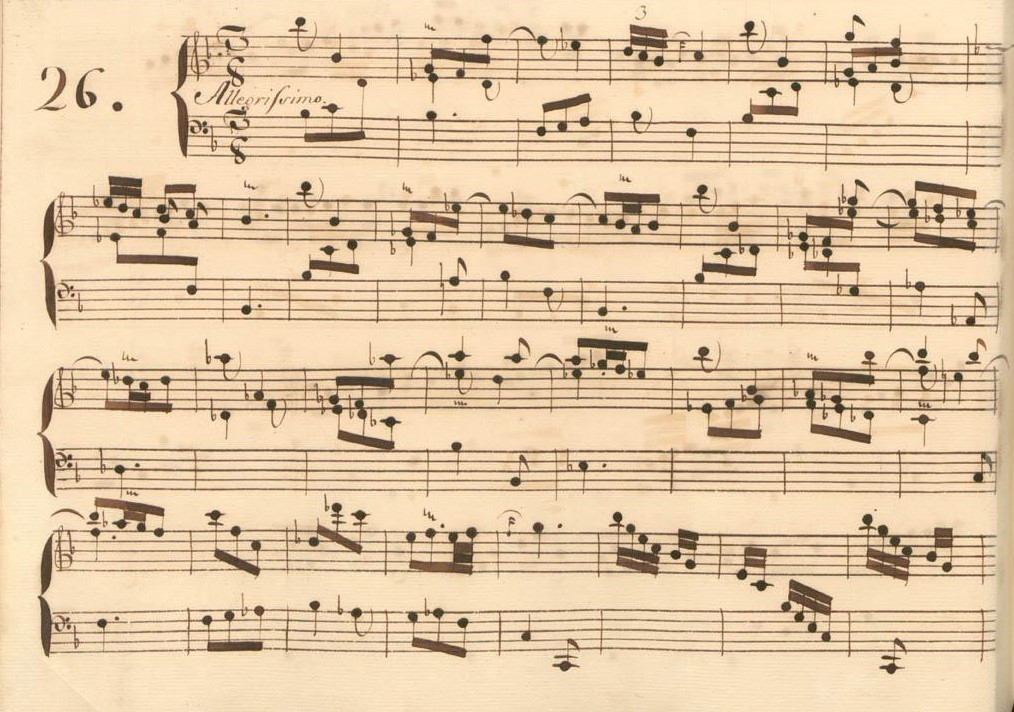
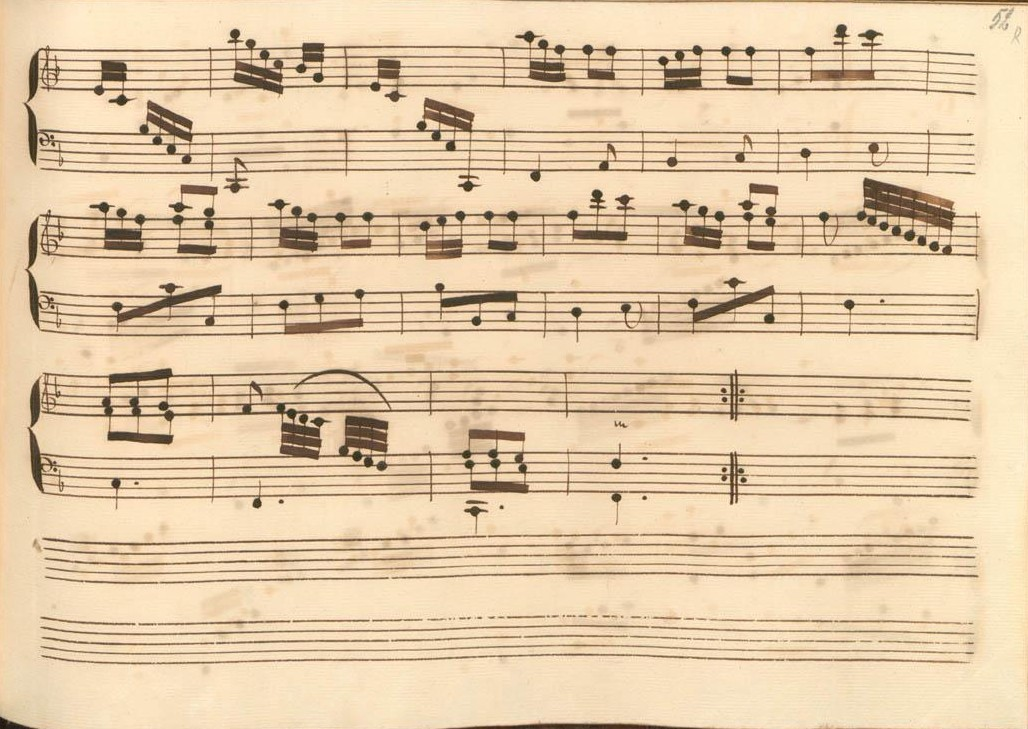
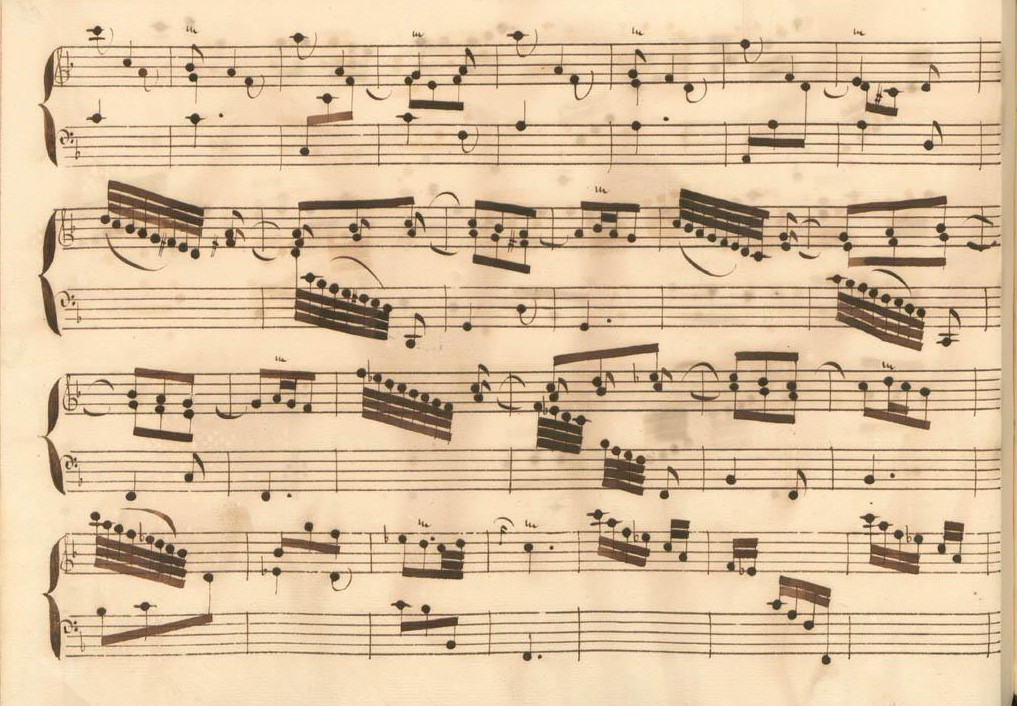
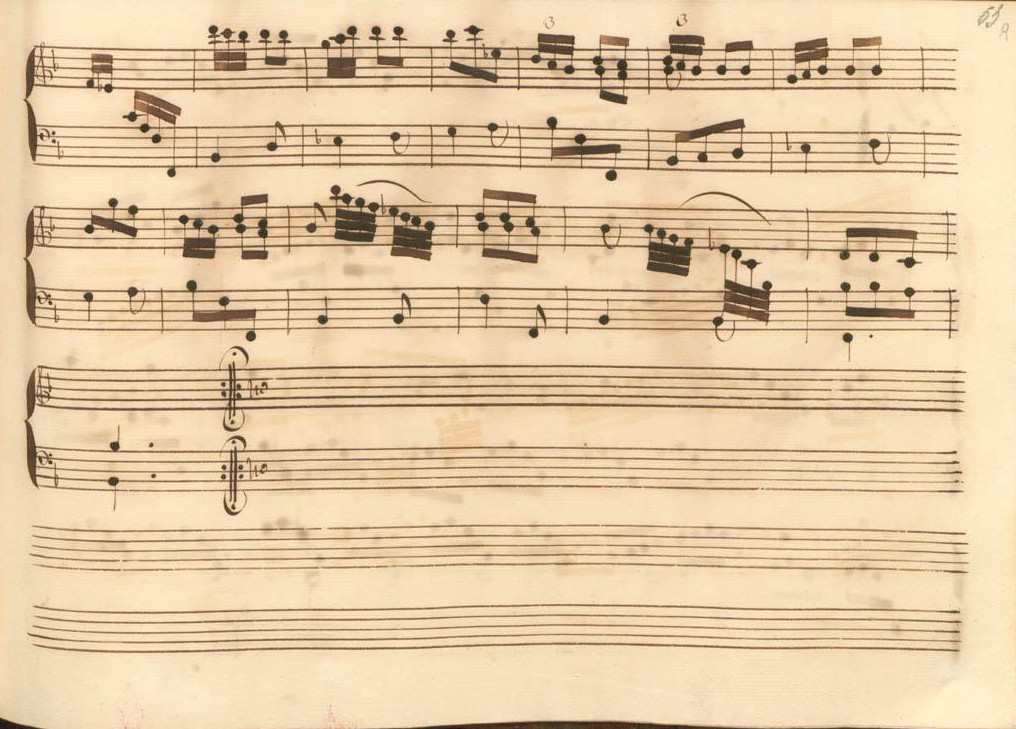

## Interprètes
La sonate K. 361 est défendue au piano, notamment par Carlo Grante (2013, Music & Arts, vol. 4) et Bruno Vlahek (2019, Naxos) ; au clavecin par Scott Ross (1985, Erato), Ton Koopman (1988, Capriccio), Richard Lester (2003, Nimbus, vol. 3) et Pieter-Jan Belder (Brilliant Classics, vol. 8).

## Sources
: document utilisé comme source pour la rédaction de cet article.
- Ralph Kirkpatrick (trad. de l'anglais par Dennis Collins), Domenico Scarlatti, Paris, Lattès, coll. « Musique et Musiciens », 1982 (1re éd. 1953 (en)), 493 p. (ISBN 978-2-7096-0118-4, OCLC 954954205, BNF 34689181).
- Alain de Chambure, « Domenico Scarlatti : Intégrale des sonates — Scott Ross », Erato (2564-62092-2), 1985 (OCLC 891183737) .